# Prix de la SF de Metz
Der Prix de la SF de Metz war ein französischer Literaturpreis, der von 1978 bis 1982 im Rahmen des jährlich in Metz stattfindenden Festivals de la Science-Fiction et de l'Imaginaire für Werke aus dem Bereich der Science-Fiction verliehen wurde. Der Preis wurde durch eine Jury in zwei Kategorien für französischsprachige (Roman français) und übersetzte internationale (vorwiegend englischsprachige) SF-Romane (Roman étranger) vergeben.
Der Preis war auch unter dem Namen Graoully d'or („Goldener Grauli“) bekannt, sich beziehend auf den Graoully, einen der Legende nach einst in den Ruinen des Amphitheaters von Metz hausenden Drachen.
Preisträger waren:
1978
- Roman français: Pierre Pelot, Transit
- Roman étranger: Samuel R. Delany, Triton

1979
- Roman français: Nicht vergeben
- Roman étranger: Philip K. Dick, Substance mort (A Scanner Darkly)
- Sonderpreis: Les Délires divergents de Philip K. Dick, Sammlung von Erzählungen herausgegeben von Alain Dorémieux

1980
- Roman français: Francis Berthelot, La Lune noire d’Orion
- Roman étranger: Michael G. Coney, Les Crocs et les griffes (The Jaws That Bite, the Claws That Catch)

1981
- Roman français: Jean Hougron, Le Naguen
- Roman étranger: Arkadi und Boris Strugazki, Stalker

1982
- Roman français: Serge Brussolo, Sommeil de sang
- Roman étranger: J. G. Ballard, Salut l’Amérique ! (Hello America)